# Holmfrid Olsson
Holmfrid Olsson (n. 20 mai 1943, Comuna Malung-Sälen, Comitatul Dalarna, Suedia – d. 27 ianuarie 2009, Lima⁠(d), Comitatul Dalarna, Suedia) a fost un biatlonist ce a reprezentat Suedia, medaliat olimpic. A participat la o ediție a Jocurilor Olimpice (1968) în care a câștigat o medalie de bronz.

## Participări
Lista de mai jos prezintă principalele competiții la care a participat Holmfrid Olsson de-a lungul carierei.
- biathlon at the 1968 Winter Olympics – relay[*]